# ادی فیشر
ادی فیشر (به انگلیسی: Eddie Fisher) خواننده اهل ایالات متحده آمریکا بود وی خواننده محبوب جوانان در دهه ۱۹۵۰ میلادی بود. پس از اوج گرفتن موسیقی راک اند رول در سال ۱۹۵۶، ستارهٔ اقبال ادی فیشر رو به افول گذاشت.

## زندگی خصوصی
جدایی وی از همسرش دبی رینولدز، هنرپیشه معروف هالیوود، برای ازدواج با الیزابت تیلور، ابر ستاره سینمای آمریکا، در اواخر دهه ۱۹۵۰ یکی از جنجالی‌ترین خبرهای وقت بود. وی پنج مرتبه ازدواج نمود و صاحب چهار فرزند شد.
دختر او کری فیشر بازیگر نقش شاهزاده لیا در سری مجموعه جنگ ستارگان بود.

## درگذشت
ادی فیشر درپی بیماری و عمل جراحی لگن خاصره روز چهارشنبه ۲۲ سپتامبر ۲۰۱۰ در سن ۸۲ سالگی در بیمارستانی در کالیفرنیا درگذشت.

## ترانه‌های مشهور
فیشر با ترانه‌هایی مانند Thinking of you و Oh!My papa به اوج شهرت و محبوبیت رسیده بود.